# آرنزانو
آرنزانو (به ایتالیایی: Arenzano) یک کومونه در ایتالیا است که در استان جنوا واقع شده‌است.

## خصوصیات
آرنزانو ۲۴٫۶ کیلومترمربع مساحت و ۱۱٬۵۶۸ نفر جمعیت دارد و ۶ متر بالاتر از سطح دریا واقع شده‌است.

## خواهرخوانده
شهرهای الجدیده، کالازتا، Loutraki، پونتوآز، Domburg و تاتا (مجارستان) خواهرخوانده‌های آرنزانو هستند.